# Nickri Laminates

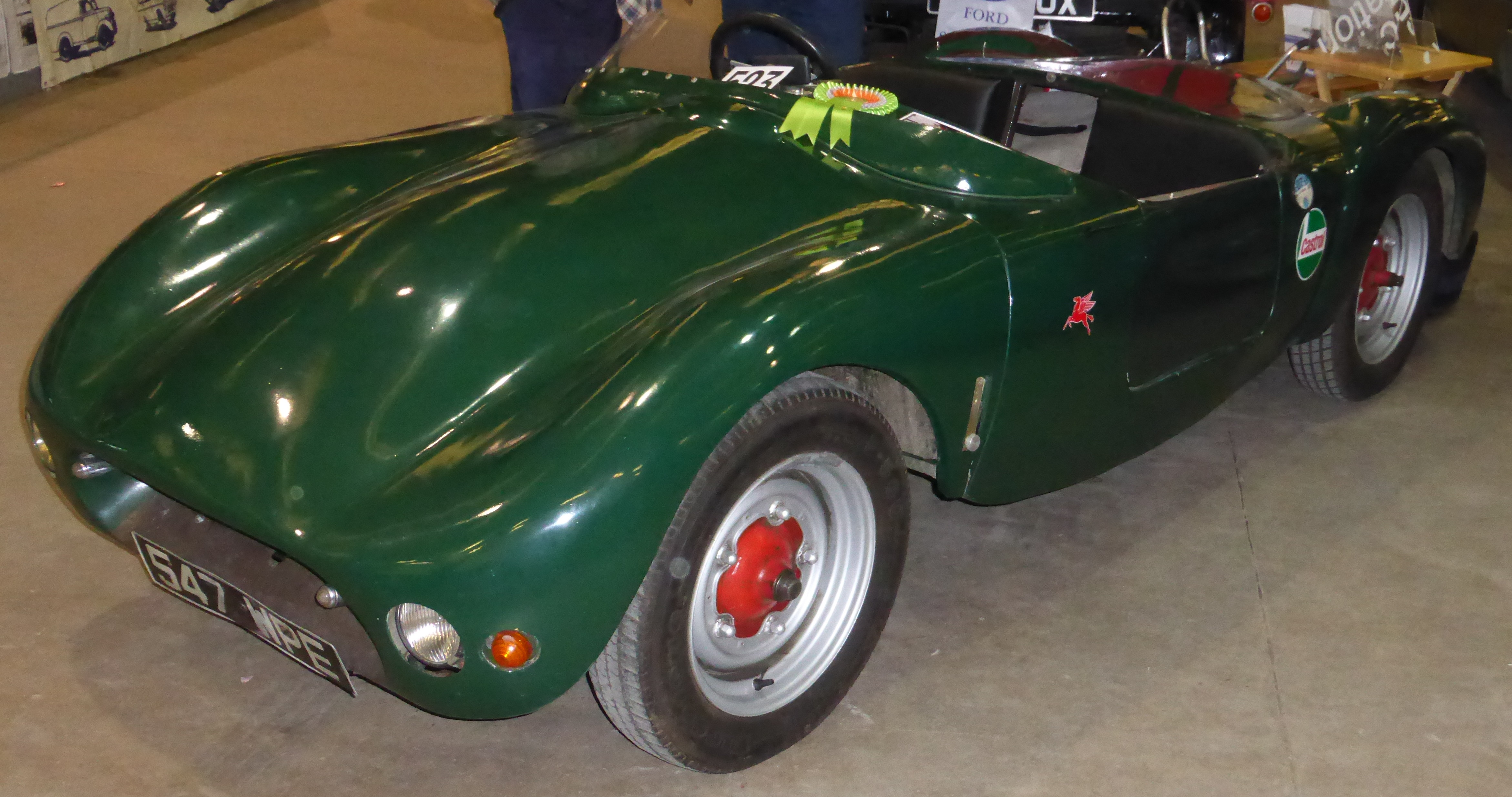
Nickri Spyder

Nickri Laminates war ein britischer Hersteller von Automobilen.

## Unternehmensgeschichte
Das Unternehmen war an der North Road im Londoner Stadtteil Romford ansässig. 1958 begann die Produktion von Automobilen und Kits. Der Markenname lautete Nickri. 1963 endete die Produktion. Insgesamt entstanden etwa 475 Fahrzeuge.

## Fahrzeuge
Das erste Modell war der Excell, über den auch 1958 in Car Mechanics berichtet wurde. Fahrgestelle von Ford Eight und Ford Ten bildeten die Basis. Darauf wurde eine Karosserie aus Fiberglas montiert. Von 1958 bis 1959 entstanden 100 Exemplare.
Von der Weiterentwicklung Spyder, einem 1959 und 1960 gebauten zweisitzigen Roadster, wurden 250 Stück verkauft.
Im Frühling 1960 folgte der Alpine. Er ähnelte dem Modell von TWM Engineering Company. Eine verstärkte Karosserie gab dem Wagen mehr Festigkeit und Steifigkeit. Innerhalb eines Jahres entstanden 50 Exemplare.
Der Challenger basierte auf einem eigenen Leiterrahmen. Er war für die Aufnahme des Motors vom Ford Prefect (E 93 A) geeignet. Zwischen 1961 und 1962 wurden 50 Stück verkauft.
Letztes Modell war das Coupé Champion, der 1962 erschien und 1963 eingestellt wurde. Er ähnelte dem Alpine. Allerdings bot er Platz für vier Personen. Dieses Modell wurde 25-mal gebaut.